# AMP公司
AMP公司(英語：AMP Limited)是澳大利亞和新西蘭的一家金融服務公司，提供各類投資、保險和金融產品，並也提供貸款業務。

## 历史
成立於1849年，最初是一家非盈利生命保險公司。1998年同时在澳大利亚和新西兰证券交易所上市。AMP公司也是澳大利亞最大的養老保險提供公司。

## 外部連結
- Australia
- New Zealand